# 2316 Jo-Ann
2316 Jo-Ann è un asteroide della fascia principale. Scoperto nel 1980, presenta un'orbita caratterizzata da un semiasse maggiore pari a 2,4518148 au e da un'eccentricità di 0,1662130, inclinata di 1,81699° rispetto all'eclittica.
L'asteroide è dedicato a Jo-Ann Bowell, moglie dello scopritore.